# 羅張
羅張（1923年1月12日—2006年3月30日），江西省新建縣人，中華民國海軍陸戰隊中將、陸軍二級上將，陸軍軍官學校第十六期工兵科畢業，曾任中華民國海軍陸戰隊司令、臺灣警備總司令部副總司令、內政部警政署署長等職。羅張是最後一位以軍人身分外調轉警察系統的警政署長，此後警政署長均由警方內部升任。

## 軍職簡歷
曾歷任隊長、營長（馬公反共先鋒營，見中華民國海軍白色恐怖事件）、教官、處長、參謀長等職。後晉升團長、副師長、副司令，直至中將司令，後轉調警備總部副總司令。

## 轉任警職
1984年，羅張以軍職外調身分，接任警政署長。1985年，成立了霹靂小組，是台灣首支的特種警察部隊。他並開辦了「自強中隊」，類似軍中的「管訓隊」，將有風紀問題，但未到法辦程度的員警集中管理。

## 林宗誠犯罪集團
1986年，在台北市建國北路二段發生的一起機車搶案，意外使羅張的官運至警政署長為止。警方在詢問嫌犯時，意外得知此犯罪集團有一共犯，是時任台北市保安大隊員警的溫錦隆，而溫的實際工作是署長羅張的貼身隨扈，佔保安大隊職缺。溫錦隆是羅張在海軍陸戰隊服務時的傳令兵，頗得羅張信任，於是羅張轉任警職時也將溫錦隆帶到警政署。
由於此事茲事體大，牽連到警方的最高長官，當時被強力壓下，羅張無事，溫被判處死刑槍決。但之後被當時的黨外雜誌《八十年代》刊出溫錦隆幫羅張雨中撐傘的照片。

## 陸正案
陸正案發生後，在新聞媒體大肆報導下，引起社會恐慌，羅張因此要求時任刑事警察局長莊亨岱務必於最短時間內破案，因而導致邱和順等人蒙冤。

## 520事件
1988年台灣農民運動，一般以事件日期簡稱為「520事件」，發生於羅張任內，是農民上街大規模請願行動。結果因憲兵與警察的鎮壓，爆發了嚴重衝突。

## 後期至退休
- 1988年7月1日，晉任備役陸軍二級上將，後卸任警政署長。退休後長居台灣高雄市左營區，後病逝於現今國軍高雄總醫院左營分院（時稱海軍總醫院，或稱806醫院），享年83歲